# Federico Moja (pintor)
Federico Moja (Milán, 1802-Dolo, 1885) fue un pintor italiano.

## Biografía
Nació el 20 de octubre de 1802 en Milán. Entre sus pinturas se encontró por ejemplo una vista del interior de la catedral de Milán. Moja, que cultivó la pintura de vistas y paisajes, es considerado un discípulo de Migliara. Fue nombrado profesor de perspectiva de la Academia de Bellas Artes en Venecia en 1845 y falleció el 20 de marzo de 1885 en Dolo.